# Demansia psammophis
Demansia psammophis är en ormart som beskrevs av Schlegel 1837. Demansia psammophis ingår i släktet Demansia och familjen giftsnokar och underfamiljen havsormar.
Arten förekommer i Australien i delstaterna Queensland, New South Wales och Victoria samt i östra South Australia. Vid den södra kusten når Demansia psammophis även Western Australia. Habitatet varierar mellan skogar nära havet, buskskogar, gräsmarker och hedområden. Denna orm gömmer sig ofta under stenar eller träbitar som ligger på marken. Arten jagar främst små ödlor som skinkar och den äter även groddjur. Ofta vilar flera exemplar tillsammans i samma gömställe.
Honor lägger 5 till 20 ägg per tillfälle. Individerna blir efter 20 månader könsmogna och honor har sina första ungar när de är två år gamla. Parningen sker under våren och sommaren. Demansia psammophis har ett giftigt bett.
Ibland dör ett exemplar när ormen försöker äta den giftiga agapaddan som blev införd i Australien. I Victoria förekommer ett glest fördelat bestånd som är känslig för förändringar. För hela beståndet är inga hot kända. IUCN listar arten som livskraftig (LC).

## Underarter
Arten delas in i följande underarter:
- D. p. cupreiceps
- D. p. psammophis
- D. p. reticulata